# Testerep
Testerep fue una isla situada frente a las costas belgas. En ella se encontraban pequeños pueblos de pescadores, entre los que destacan Ostende (final oriental) y Westende (final occidental. Middelkerke (Iglesia del Medio) se encontraba en el centro de la isla. Con el paso del tiempo, la isla se unió con la costa belga quedando sus poblaciones integradas en el continente.
- Datos: Q491794
- Multimedia: Testerep / Q491794